# 瓦伊塔約克山
瓦伊塔約克山（Waytayuq），是秘魯的山峰，位於該國中南部阿亞庫喬大區，由卡門薩爾塞多區和奇保區負責管轄，屬於安地斯山脈的一部分，海拔高度4,800米。